# Vincent Szeptycki
 (février 2017).
Si vous disposez d'ouvrages ou d'articles de référence ou si vous connaissez des sites web de qualité traitant du thème abordé ici, merci de compléter l'article en donnant les références utiles à sa vérifiabilité et en les liant à la section « Notes et références ».
Vincent Léon Szeptycki, né le 5 avril 1782 à Liczkowce et mort le 21 janvier 1836 à Lemberg, est un officier polonais ayant servi durant les guerres napoléoniennes. 

## Guerres napoléoniennes
- Bataille de Medina de Rioseco
- Bataille de Wagram
- Bataille de Smolensk (1812)
- Bataille de la Moskova
- Bataille de Lützen (1813)
- Bataille de Bautzen (1813)
- Bataille d'Arcis-sur-Aube

## Distinctions
- officier de la Légion d'honneur
- Officier dans l'Ordre militaire de Virtuti Militari
- Décoré dans l'Ordre de l'Union